# Милутин Петровић (редитељ)
Милутин Петровић (Београд, 23. март 1961) српски је редитељ, сценариста, продуцент, музичар и универзитетски професор. 

## Биографија
Након дипломирања на Факултету драмских уметности у Београду, одсек Филмска и ТВ режија, започиње своју професионалну каријеру.
Режирао је шест дугометражних играних филмова и готово све врсте телевизијских форми (Доме, слатки доме, Тимофејев шоу за Б92, Петком у 22, Поповање...), документарни филм У име народа из 2015 и дечју серију Плашко Храбровић узвраћа ударац.
Бави се и режирањем позоришних представа и активно учествује у развоју адвертајзинг сцене у Србији. Оснивач је и уредник интернет радија Нови радио Београд и аутор бројних чланака и књига. За свој рад награђиван је више пута. Једно време био и вршилац дужности локалне Установе културе „Пароброд“.
У периоду 2007–2014. ради као редовни професор на Академији уметности у Београду, од 2010. гостује као професор на Факултету за медије и комуникације Универзитета Сингидунум. Од марта 2017. године редовни је професор на Факултету за економију, финансије и администрацију Универзитета Метрополитан у Београду на академском студијском програму Креативна продукција.
Живи и ради у Београду.

## Режија
- 1987 − Телефономанија
- 1988 − Доме, слатки доме
- 2000 − Земља истине, љубави и слободе
- 2004 − Пољупци (продуцент)
- 2005 − Балкански рулет (продуцент)
- 2005 − Југ, југоисток
- 2007 − Аги и Ема
- 2010 − Ново је да сам била злостављана
- 2015 − Петља
- 2015 − Плашко Храбровић узвраћа ударац
- 2016 − Небојша Челик шоу
- 2021 − Нечиста крв: Грех предака
- 2021 − Нечиста крв (ТВ серија)